# پریوا
پریوا (به فرانسوی: Privas) یک کمون در فرانسه است که در canton of Privas واقع شده‌است.

## خصوصیات
پریوا ۱۲٫۱۴ کیلومترمربع مساحت و ۸٬۵۵۲ نفر جمعیت دارد و ۲۹۴ متر بالاتر از سطح دریا واقع شده‌است.

## خواهرخوانده
شهرهای وایلبورگ، تورتونا، وتربی و زیفنار خواهرخوانده‌های پریوا هستند.